# Paulinho (1932–2007)
Paulinho, właśc. Paulo de Almeida Ribeiro (ur. 15 kwietnia 1932 w Porto Alegre, zm. 11 czerwca 2007 w São Paulo) – brazylijski piłkarz i trener, występujący podczas kariery na pozycji obrońcy.

## Kariera klubowa
Piłkarską karierę Paulinho rozpoczął w klubie Paternon w 1947 roku. W latach 1950–1954 występował w SC Internacional. Z Internacionalem czterokrotnie zdobywał mistrzostwo stanu Rio Grande do Sul – Campeonato Gaúcho w 1950, 1951, 1952, 1953 roku. Drugim i ostatnim klubem w jego karierze było CR Vasco da Gama, gdzie grał w latach 1954–1964. Z Vasco da Gama dwukrotnie zdobył mistrzostwo stanu Rio de Janeiro – Campeonato Carioca w 1956 i 1958 oraz Turniej Rio – São Paulo w 1958 roku.

## Kariera reprezentacyjna
W 1954 roku Paulinho uczestniczył w mistrzostwach świata. Na mundialu w Szwajcarii Paulinho był rezerwowym i nie wystąpił w żadnym meczu.
W reprezentacji Brazylii Paulinho zadebiutował 18 września 1955 w zremisowanym 1-1 meczu z reprezentacją Chile o Copa O’Higgins 1955, który Brazylia zdobyła. W tym samym roku wywalczył Copa Oswaldo Cruz 1955.
W 1957 roku wystąpił na Copa América, na którym Brazylia zajęła drugie miejsce. Na tym turnieju był rezerwowym i nie wystąpił w żadnym meczu. W 1959 roku wystąpił na Copa América, na którym Brazylia zajęła drugie miejsce. Na tym turnieju wystąpił w trzech meczach z Peru, Chile, i Boliwią. Mecz z Boliwią rozegrany 21 marca 1959 był jego ostatnim w reprezentacji. Ogółem w latach 1955–1959 Paulinho w reprezentacji Brazylii wystąpił w 13 meczach.

## Kariera trenerska
Po zakończeniu kariery piłkarskiej Paulinho został trenerem. Prowadził m.in. takie kluby jak: Internacional Porto Alegre, CR Vasco da Gama, Bangu AC, Botafogo FR, Vitória, América Rio de Janeiro, Coritiba, Sport Recife, Grêmio Porto Alegre, SE Palmeiras, Fluminense Rio de Janeiro, Santa Cruz Recife, EC Bahia, Clube Atlético Mineiro czy São Paulo FC.
Największe sukcesy osiągnął z: Vitórią – mistrzostwo stanu Bahia – Campeonato Baiano w 1972, Remo Belém – mistrzostwo stanu Pará – Campeonato Paraense w 1974, Coritiba – mistrzostwo stanu Parána – Campeonato Paranaense w 1975, Cearą Fortaleza – mistrzostwo stanu Ceará – Campeonato Cearense w 1977, Vila Nova Goiânia – mistrzostwo stanu Goiás – Campeonato Goiano w 1978, Grêmio Porto Alegre – mistrzostwo stanu Rio Grande do Sul – Campeonato Gaúcho w 1980, Clube Atlético Mineiro – mistrzostwo stanu Minas Gerais – Campeonato Mineiro w 1983 i 1988, Santa Cruz Recife – mistrzostwo stanu Pernambuco – Campeonato Pernambucano w 1987 i Paysandu SC – mistrzostwo stanu Pará – Campeonato Paraense w 1992.
Paulinho zmarł na chorobę Alzheimera 11 czerwca 2007.